# Gong Sun-ok
Dans ce nom coréen, le nom de famille, Gong, précède le nom personnel.
Pour les articles homonymes, voir Gong.
Gong Seon-ok (en hangeul : 공선옥) est une écrivaine de nationalité coréenne née en 1963.

## Biographie
Gong Seon-ok a connu une enfance difficile. Elle est née à Gokseong dans la province de Jeolla du Sud en Corée du Sud. Son père, qui a quitté le foyer très tôt, menait une vie itinérante pour fuir ses créanciers et sa mère souffrait de divers problèmes de santé. Bien qu'elle ait été acceptée à l'université, elle a dû arrêter ses études rapidement faute de pouvoir régler les divers frais d'inscriptions. Elle obtient alors un emploi à l'usine loin de son domicile. Peut-être est-ce pour cela que ses romans tendent à présenter les gens en bas de l'échelle sociale.

## Œuvre
Gong Seon-ok dépeint la vie traditionnelle dans les zones rurales en s'appuyant sur sa propre expérience dans sa ville natale de la province de Jeolla. Elle commence sa carrière littéraire en 1991 avec sa nouvelle Graines de feu (Ssiat bul). Les personnages féminins de Gong se situent dans des classes sociales les plus pauvres, en particulier la fille dans C'est la vie (Geugeoseun insaeng), une squatteuse dans un appartement gelé et abandonné, dépourvu d'électricité, personnage qui connaîtra finalement une fin tragique. 
La ville de Gwangju est aussi un des contextes privilégiés par l'auteur : son mari est un survivant du Soulèvement de Gwangju en 1980. Elle vivait à proximité des lieux de la révolution et l'université qu'elle a fréquentée brièvement se situait également dans cette ville. Ses débuts littéraires avec Graines de feu mettent en scène toutes les difficultés traversées par un personnage à travers son action dans le mouvement démocratique de Gwangju. D'autres de ses œuvres, comme Quand j'étais la plus jolie (Naega gajang ye-ppeotseul ttae), se situent dans la ville de Gwangju. Malgré le contexte historique parfois douloureux de ces récits, elle dépeint des personnages qui s'évertuent à vivre dans l'espoir malgré les difficultés.